# Osvaldo Suárez

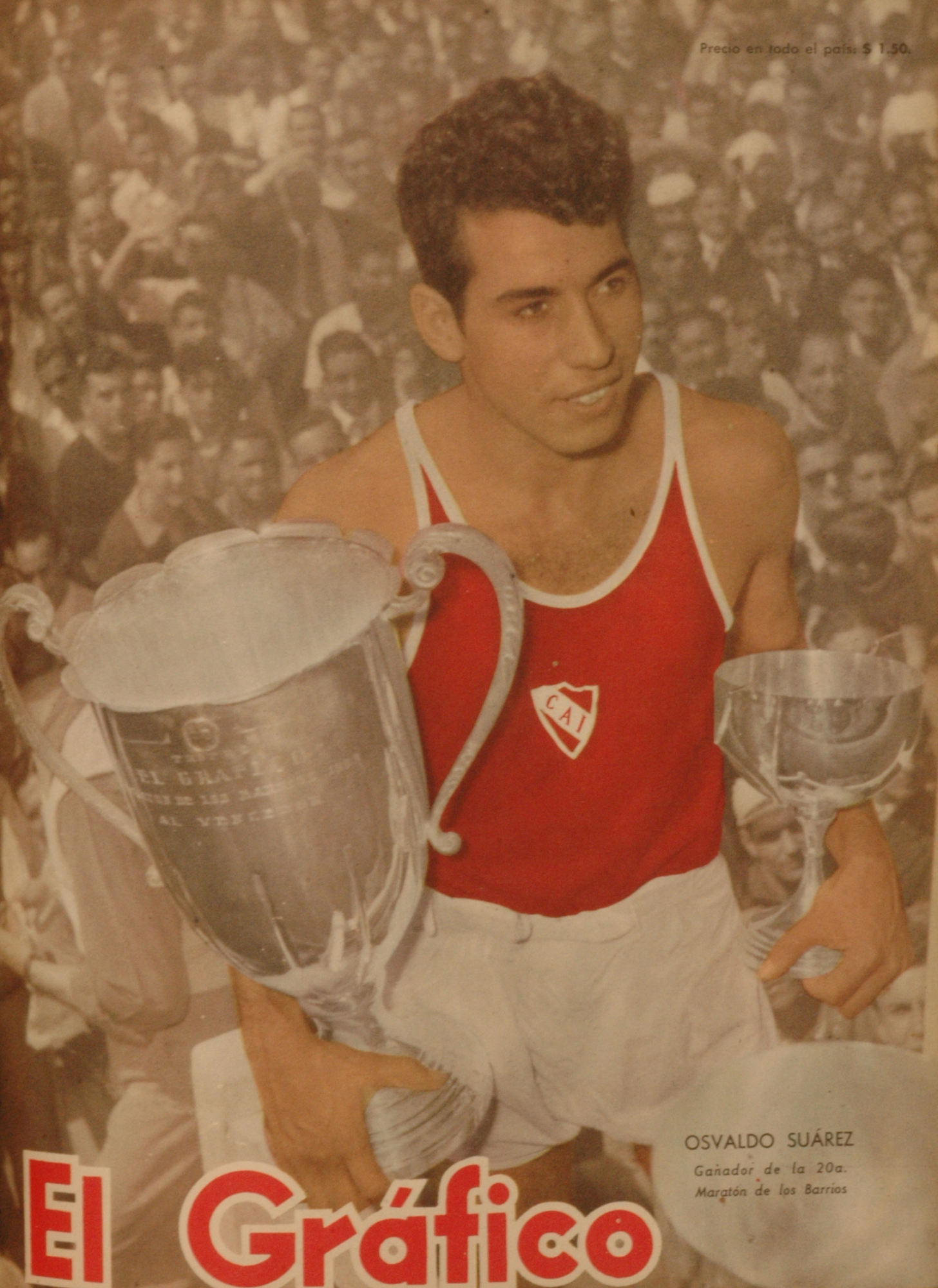
Osvaldo Suárez

Osvaldo Roberto Suárez (* 17. März 1934 in Sarandí, Partido Avellaneda; † 16. Februar 2018) war ein argentinischer Leichtathlet, der vier Titel bei Panamerikanischen Spielen und elf Titel bei Südamerikameisterschaften gewann.

## Sportliche Laufbahn
Den internationalen Durchbruch schaffte Osvaldo Suárez bei den Panamerikanischen Spielen in Mexiko-Stadt. Er gewann dort Gold im 5000-Meter-Lauf und im 10.000-Meter-Lauf, wobei er über 5000 Meter den US-amerikanischen Hindernisolympiasieger von 1952 Horace Ashenfelter besiegte. Waren die Zeiten 1955 wegen der Höhenluft in Mexiko-Stadt noch mäßig, so konnte Suárez seine Tempohärte bei den Südamerikameisterschaften 1956 in Santiago de Chile demonstrieren. Er gewann die Rennen über alle drei Langstrecken und stellte jeweils einen neuen Meisterschaftsrekord auf. Über 5000 Meter brauchte er 14:30,8 Minuten und hatte 17 Sekunden Vorsprung auf den chilenischen Titelverteidiger Jaime Correa. Über 10.000 Meter siegte er in 30:12,2 Minuten und hatte 15 Sekunden Vorsprung auf seinen Landsmann Walter Lemos. Im Halbmarathon erreichte er das Ziel nach 1:08,54 Stunden und gewann knapp vor Lemos.
Zwei Jahre später verteidigte Suárez bei den Südamerikameisterschaften 1958 in Montevideo alle drei Titel und verbesserte über 5000 Meter seinen Meisterschaftsrekord auf 14:26,1 Minuten. Daraufhin wurde er als Argentiniens Sportler des Jahres 1958 ausgezeichnet. Bei den Panamerikanischen Spielen 1959 in Chicago konnte Suárez über 10.000 Meter seinen Titel verteidigen; im 5000-Meter-Lauf unterlag er dem US-Amerikaner Bill Dellinger um zwei Zehntelsekunden. 1960 wurde die erste von nur zwei Auflagen der Iberoamerikanischen Spielen ausgetragen, Suárez gewann über 5000 Meter, 10.000 Meter und im Marathonlauf jeweils den Titel. Bei den Olympischen Spielen 1960 in Rom nahm Suárez nur am Marathonlauf teil und belegte dort in 2:21:26 Stunden den neunten Platz.
Bei den Südamerikameisterschaften 1961 und 1963 sowie bei den Iberoamerikanischen Spielen 1962 gewann Suárez jeweils über 5000 Meter und über 10.000 Meter. Bei den Panamerikanischen Spielen 1963 in São Paulo gewann er den 5000-Meter-Lauf in 14:25,81 Minuten, über 10.000 Meter erlief er die Silbermedaille hinter dem US-Amerikaner Pete McArdle. Nachdem Suárez im Marathonlauf bei den Olympischen Spielen 1964 aufgegeben hatte, lief er nur noch bei einer internationalen Meisterschaft in der Spitze mit: Bei den Südamerikameisterschaften 1967 vor heimischem Publikum in Buenos Aires gewann er über 5000 Meter die Silbermedaille hinter dem Kolumbianer Víctor Mora. Sechs Tage später gewann Suárez den Titel über 10.000 Meter den Titel vor Mora.
Suárez ist mit vier Siegen über 5000 Meter und fünf Siegen über 10.000 Meter auf beiden Strecken Rekordsieger bei Südamerikameisterschaften. Auch bei Panamerikanischen Spielen ist es keinem Läufer gelungen, mehr als zwei Siege zu erreichen und Suárez zu übertreffen. Suárez gewann außerdem von 1958 bis 1960 dreimal hintereinander den Silvesterlauf von São Paulo.
Bei einer Körpergröße von 1,76 Meter betrug sein Wettkampfgewicht 65 Kilogramm. Nach seiner aktiven Karriere arbeitete Suárez als Trainer.